# Atunis (Etruschi)
Atunis era la divinità etrusca, marito di Turan e associato ad essa. Corrisponde al greco Adonis.